# 波多皮尼亚
波多皮尼亚是巴拿马达连省切皮加纳区的一个城市，2010年是人口为1,113。 该市2000年时人口为558，1990年时人口为813.该市有一座Bahía Piña Airport位于该市，巴拿马航空提供从波多皮尼亚到首都巴拿马城的航班。